# Boulogne Agreement

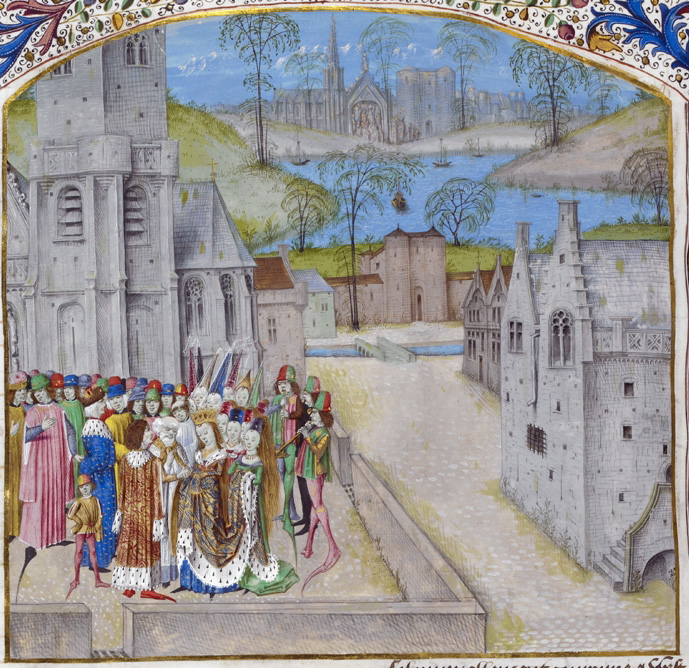
Die Hochzeit von Eduard und Isabelle. Buchmalerei, um 1475

Das Boulogne Agreement, auch Boulogne Document, war eine schriftliche Beschwerde einer Gruppe von englischen Magnaten an den englischen König Eduard II. Es steht zu Beginn des Konflikts zwischen dem König und einer Adelsopposition, die während der Herrschaft des Königs entstand und während seiner fast gesamten Herrschaft bestand. Schließlich wurde der König als erster englischer König nach der normannischen Eroberung abgesetzt und wahrscheinlich ermordet.

## Entstehung
Eduard II. war im Juli 1307 Nachfolger seines Vaters König Eduard I. geworden. Bereits nach wenigen Monaten gab es eine zunehmende Unzufriedenheit unter den Adligen über seine Herrschaft. Als der König im Januar 1308 in Begleitung der führenden Magnaten zu seiner Hochzeit mit der französischen Prinzessin Isabelle de France nach Boulogne in Nordfrankreich reiste, ließ er seinen Günstling Piers Gaveston als Regent in England zurück. Sein Vater hatte noch im Februar 1307 Gaveston verbannt, gleich zu Beginn seiner Herrschaft hatte Eduard II. ihn aus dem Exil zurückgeholt und zum Earl of Cornwall erhoben. Am 25. Januar fand die Hochzeit des Königs mit der französischen Prinzessin in der Kirche Notre Dame in Boulogne statt. Am 31. Januar huldigte der König seinem Schwiegervater, dem französischen König Philipp IV., für seine französischen Besitzungen. Vermutlich am selben Tag wurde ihm ein Protestschreiben, dass zahlreiche Adlige und Prälaten, die alle dem Rat seines Vaters angehört hatten, besiegelt hatten, überreicht. Zu den Unterzeichnern dieses Boulogne Agreement gehörten Bischof Antony Bek von Durham, Henry de Lacy, 3. Earl of Lincoln, John de Warenne, 7. Earl of Surrey, Aymer de Valence, 2. Earl of Pembroke, Humphrey de Bohun, 4. Earl of Hereford sowie mehrere englische Barone.

## Inhalt
Die Unterzeichner erklärten in ihrem Protestschreiben, dass sie durch ihren Treueeid auf den König die Ehre des Königs und seine Rechte erhalten wollten, und dass sie alles beseitigen wollten, was seine Ehre beschädigen könne. Dazu wünschten sie sich eine Ergänzung des Krönungseides, den der König bei seiner bevorstehenden Krönung ablegen sollte. Danach sollte der König versprechen, die Gesetze und die Gewohnheiten, die die Gemeinschaft des Reiches beschlossen hatten, einzuhalten und zu verteidigen. Von keinem der Unterzeichner ist bekannt, dass er zu diesem Zeitpunkt einen Konflikt mit dem König hatte. Vermutlich wollten die Unterzeichner nur auf die finanziellen, wirtschaftlichen und politischen Folgen des fortgesetzten Krieges gegen Schottland aufmerksam machen, der bereits seit über zehn Jahren andauerte. Die Erklärung konnte jedoch auch als Protest gegen Piers Gaveston verstanden werden, dem eine sexuelle Beziehung zum König nachgesagt wurde und der mit seinem Verhalten die Adligen brüskierte. 

## Folgen
Angesichts der Geschlossenheit der führenden Magnaten musste der König den Krönungseid wie gewünscht leisten. Die Verärgerung der Magnaten über das Verhalten von Gaveston nahm jedoch weiter zu, und während einer Parlamentsversammlung am 28. April trat eine Gruppe von Magnaten unter Führung des Earl of Lincoln vor den König. Sie verlangten die Einhaltung des Krönungseids und die Verbannung von Gaveston, der der König unter dem Druck der Adligen schließlich zustimmen musste. 